# Шел Спу
Шел Спу (фр. Chelle-Spou) насеље је и општина у јужној Француској у региону Миди Пирене, у департману Горњи Пиринеји која припада префектури Бањер де Бигор.
По подацима из 2011. године у општини је живело 111 становника, а густина насељености је износила 24,24 становника/km². Општина се простире на површини од 4,58 km². Налази се на средњој надморској висини од 380 метара (максималној 491 m, а минималној 279 m).

## Демографија
| 1962. | 1968. | 1975. | 1982. | 1990. | 1999. | 2011. |
| ----- | ----- | ----- | ----- | ----- | ----- | ----- |
| 125   | 114   | 103   | 95    | 95    | 91    | 111   |

График промене броја становника у току последњих година